# María Albina
María Albina es una localidad uruguaya del departamento de Treinta y Tres.

## Ubicación
La localidad se encuentra situada en la zona sur del departamento de Treinta y Tres, sobre la cuchilla del Palomeque, junto al camino de esta cuchilla, y al norte del arroyo Corrales -límite con el departamento de Lavalleja-. Dista 35 km de la capital departamental Treinta y Tres.

## Historia
La localidad fue fundada en 1907 por Estanislao Valdés, quién integró un núcleo de pobladores en la zona. La localidad fue nombrada en homenaje a una de las hijas de su fundador.

## Población
De acuerdo al censo de 2023 la población de María Albina era de 47 habitantes.
| 164           | 111 | 93 | 95 | 74 | 68 | 47 |
| (Fuente: INE) |     |    |    |    |    |    |